# Plurisperma
Plurisperma är ett släkte av svampar. Plurisperma ingår i ordningen Verrucariales, klassen Eurotiomycetes, divisionen sporsäcksvampar och riket svampar.
|             | Verrucariaceae                           |
|             |                                          |
|             | Adelococcaceae                           |
|             |                                          |
|             | Gemmaspora                               |
|             |                                          |
|             | Pocsia                                   |
|             |                                          |
|             | Staurothele                              |
|             |                                          |
| Plurisperma | \| \| Plurisperma dalbergiae \| \| \| \| |
|             | \| \| Plurisperma dalbergiae \| \| \| \| |
|             | Plurisperma dalbergiae                   |
|             |                                          |

|  | Plurisperma dalbergiae |
|  |                        |